# Peribatodes consimilaria
Peribatodes consimilaria là một loài bướm đêm trong họ Geometridae.